# Radio nationale marocaine
Radio nationale marocaine (en arabe : الإذاعة الوطنية «La Chaîne Nationale») est une station de radio marocaine, elle propose une programmation généraliste et diversifiée tendant à satisfaire les besoins d’information, de culture, d’éducation et de divertissement du public le plus large. La Radio Nationale Marocaine propose, également, une programmation de proximité en effectuant quotidiennement des décrochages régionaux pour chacune de ses stations régionales qui diffusent une programmation tendant à satisfaire les besoins d’information et de divertissement d’un large public local ou régional.       

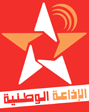
Ancien logo de Radio Nationale Marocaine

## Historique
- 15 février 1928 :

Création du service Radio-Maroc  au sein de l'office chérifien des postes et Télégraphes. 
- 13 avril 1928 :

Début des émissions de Radio-Maroc. 
- 18 février 1947 :

Autonomie financière et capacité juridique attribuées au service de la Radio au sein de l'O.C.P.T.T 
- 12 juillet 1956 :

Institution de la commission consultative des émissions arabes de la Radiodiffusion Marocaine. 
- 1er juillet 1961 :

Rattachement du service de la Radiodiffusion au Ministère de l'Information, des Beaux-arts et du Tourisme en lui attribuant le nom de la RTM, avec capacité juridique et autonomie financière. 
- 22 octobre 1966 :

Promotion de la Radiodiffusion Marocaine en un établissement public, doté de la personnalité civile et de l'autonomie financière. 
- 1er janvier 1968 :

La RTM redevient administration publique avec un budget annexe. 
- 26 décembre 1978 :

La RTM devient partie intégrante de l'Administration centrale du Ministère de l'Information (actuellement Ministère de la Communication). 
- 3 avril 2005 :

La Radio Télévision Marocaine est transformée en société anonyme dénommée la S.N.R.T.

## Personnalités
Latifa Akherbach en a été la directrice en 2007.